# 블레즈 마튀디
블레즈 마튀디(프랑스어: Blaise Matuidi, 프랑스어 발음: [blɛz ma.tɥi.di]; 1987년 4월 9일, 툴루즈 ~)는 프랑스의 은퇴한 축구 선수로, 중앙 미드필더로 뛰었다. 프랑스 축구 국가대표팀 일원으로 활약하기도 하였다. 그는 "날카롭고 강력한 태클러"로 묘사된다.
마투이디는 US 퐁트네-수-부아나 CO 뱅세누아와 같은 일-드-프랑스 레지옹의 아마추어 클럽들을 거치며 축구를 시작하였다. 1999년, 그는 클레르퐁텐 아카데미에 들어갔다. 클라르퐁텐을 떠난 후, 마투이디는 반 프로구단인 크레텔에 입단하여 청소년 아카데미에서 3년간 성장하였다. 2004년, 그는 프로구단 트루아와 계약하고 2004-05 시즌에 프로무대에 데뷔하였다. 트루아에서의 3시즌 이후, 마투이디는 생테티엔으로 이적하였다. 생테티엔에서, 그는 2008-09 시즌의 UEFA컵에 참가하며 유럽대항전에 처음으로 출전하였다. 2009-10 시즌, 그는 알랭 페랭 감독에 의해 주장으로 선정되었다. 2011년 7월, 생테티엔에서의 4시즌 이후, 마투이디는 파리 생제르맹과 3년 계약을 체결하며 이적하였다.
마투이디는 전 프랑스 청소년 국가대표로, U-19 대표와 U-21 국가대표로 출전한 기록이 있다. 2010년 8월, 마투이디는 로랑 블랑 신임 감독에 의해 성인 국가대표팀에 처음으로 차출되었다. 그는 2010년 9월, 보스니아 헤르체고비나와의 UEFA 유로 2012 예선전에서 국가대표팀 신고식을 치르었다.
2017년 여름 유벤투스 FC로 이적하였다.

## 클럽 경력

### 초기 경력
마투이디는 오트-가론의 툴루즈에서, 앙골라계 아버지 파리아 리벨리노와 콩고 공화국계 프랑스인 어머니 엘리제 사이에서 출생하였다. 아버지 리벨리노는 유년 시절에 프랑스로 이민하였다. 마투이디는 4명의 남매가 있는데, 같이 파리 근교의 퐁트네-수-부아에서 성장하였다. 그는 파리 생제르맹의 경기를 보며 축구에 빠지게 되었고, 전 PSG 공격수 제이제이 오코차의 존경자가 되었다. 마투이디는 6세가 되었을 때, 집 근처의 US 퐁트네-수-부아에 입단하며 축구에 입문하였다. 클럽에서의 5년 후, 그는 인근의 뱅센에 위치한 CO 뱅세누아에 합류하였고, 그곳에서 그는 팀 동료 야신 브라이미를 만났다. 1999년, 마투이디는 일-드-프랑스의 최고 선수들 중 하나로 평가되었고, 이후 명성 높은 INF 클라르퐁텐 아카데미에 들어갔다. 그는 아카데미에서 3시즌 간 훈련을 받았으며, 주중에서 이곳에서 활약하면서 동시에 주말에는 뱅센에서 활약하였다. 2001년, 마투이디는 뱅센을 떠나 반 프로구단 크레텔과 청소년 계약을 체결하였다. 그는 4년을 이 클럽의 유소년 아카데미에서 활약하며 성장하였고, 얼마 지나지 않아 클럽의 가장 선망스러운 대상이 되었다. 두 차례 우승을 거둔 리옹의 제의에도 불구하고, 마투이디는 트루아와 계약하였고, 클럽의 훈련 센터를 그의 이적 요인으로 삼았다.

### 트루아
마투이디는 프랑스 축구 5부 리그인, 샹피오나 드 프랑스 아마퇴르 2에 위치한 클럽의 리저브 팀에서 트루아 선수로 데뷔하였다. 2004년 11월, 그는 장-마르크 풀란 감독에 의해 1군으로 승격되었고, 11월 23일, 뇌뇽과의 리그 2 경기에서 프로무대에 첫 발을 내디뎠다. 마투이디는 2-1로 이긴 이 경기에서 선발로 출전하여 60분을 활약하였다. 2005년 2월 3일, 그는 갱강과의 리그 경기에서 유일한 1군 출전을 기록하였다. 마투이디는 이후 시즌 잔여 기간동안 클럽의 리저브 팀으로 강등되었고, 그는 팀이 용납할 만한 6위를 거두게 했다. 다음 시즌, 마투이디는 리그 1로 승격된 1군에 영구적으로 재승격되었다. 그는 풀란 감독에 의해 주전으로 기용되어 31경기에 출전하였다. 마투이디는 11장으로 리그에서 가장 많은 카드를 수집한 선수들 중 한명이었다. 그는 2006년 1월 11일, 릴전에서 언론에게 "환상적이다." 라고 칭찬받은 발리슛으로 첫 프로리그 득점에 성공하였고, 팀은 1-0으로 이겼다. 개인적으로 인상적인 시즌을 보낸 것과는 대조되게, 트루아는 17위로 강등을 간신히 면하였다.
2006년 6월 16일, 시즌 종료 후, 마투이디는 잉글랜드 클럽 찰턴 애슬레틱의 관심에도 불구하고 트루아와 4년 계약이라는 첫 프로 계약을 체결하였다. 풀란 감독의 해임에도 불구하고, 마투이디는 드니 트로슈 신임 감독 하에 주전 자리를 유지하였다. 그는 총 35경기에 출전하여 3골을 득점하였다. 그는 수집한 카드 숫자를 6개까지 줄였다. 논란의 여지없이, 마투이디가 트루아 유니폼을 입고 최고의 활약을 펼친 때는 2007년 4월 28일, 스당전이었고, 트루아는 이 경기에서 상대팀과 리그 잔류를 놓고 경기에 임했다. 15분이 남은 상황에서 트루아가 1-2로 끌려가고 있을 때, 마투이디는 동점골을 삽입하였다. 8분 후, 그는 또다시 득점하여 트루아에게 3-2 역전승을 가져다 주었다. 마투이디는 3-0으로 이긴 랑스와의 리그 최종전에서도 득점을 성공하였으나, 트루아는 18위에 머무르며 리그 2 강등이 확정되었다. 클럽의 리그 2 강등으로 마투이디가 클럽과의 미래가 어떻게 될 것인지에 대한 추측이 난무하였다.

### 생테티엔
보르도, 릴, 그리고 모나코 등의 리그 1의 여러 클럽과 연결되었음에도 불구하고, 2007년 6월 12일에 언론은 마튀디가 생테티엔과 4년 계약을 체결하고 합류하기로 합의를 보았다고 보도하였다. 그는 도착 후, 12번이 새겨진 유니폼을 받았고, 즉시 선발 라인업에 포함되었으며, 로이크 페랭, 크리스토프 랑드랭과 중원에서 협동 관계를 나타냈다. 그는 탈출을 감행한 전 트루아인 동료 바페팀비 고미스와 좋은 조합을 이루었다. 마투이디는 2007년 8월 11일, 발랑시엔과의 리그 경기에서 새팀 데뷔전을 치르었다. 그는 로랑 루세 감독의 지도 하에 쭉 주전으로 활약하였다. 클럽은 이 시즌에 준수한 5위의 성적을 내며 UEFA컵 진출권을 획득하였다.
2008-09 시즌, 마투이디의 활약은 잉글랜드 클럽 아스널의 주목을 받았고, 질 그리망디 스카우트가 그를 주시하기 위해 찾아오기도 했다. 그리망디는 동료 프랑스인이자 아스널 감독인 아르센 벵어 감독에게 그를 추천하였다. 마투이디는 시즌 도중 이탈리아 클럽 밀란의 관심도 받았다. 2008년 8월 16일, 그는 2-1로 이긴 소쇼전에서 생테티엔 1호골을 득점하였다. 2008년 9월 18일, 마투이디는 이스라엘클럽 하포엘 텔아비브와의 UEFA컵 1라운드 1차전에서 유럽대항전에 처음으로 출전하였다. 그는 생테티엔 소속으로 8경기 출장하였고, 팀은 독일 클럽 베르더 브레멘과의 16강전에서 멈췄다. 마투이디는 0-3으로 패한 릴전에서 생테티엔 레드카드 1호를 받기 전까지 꾸준히 리그에 출전하였다. 시즌 후반기에 마투이디와 클럽은 대체로 부상으로 문제를 겪었다. 팀의 와해는 생테티엔이 리그 최종일에 강등을 간신히 피하는 것으로 끝났다. 시즌 종료 후, 마투이디는 레키프 프랑스 언론과의 인터뷰에서 클럽을 떠날 의사를 밝혔다, "저는 지금이 적기라고 생각하므로 제 소원은 떠나는 것입니다." 마투이디는 생테티엔에 잔류해도 행복할 것이라고 덧붙여 진술했다. 2009년 여름에 특별한 제의를 받지 못한 후, 다미앙 코몰리 스포르팅 디렉터는 마투이디가 2009-10 시즌에도 클럽에 잔류할 것이라고 발표하였다.
마투이디는 2009-10 시즌의 리그 첫 경기에서 현 주장 로이크 페랭이 부상당하자, 알랭 페랭 신임 감독에 의해 클럽의 새 정주장으로 선정되었다. 페랭이 2009년 9월에 팀에 돌아왔음에도 불구하고, 마튀디가 여전히 주장 완장을 가져갔다. 그의 리더쉽 하에, 생테티엔은 디펜딩 챔피언 보르도를 2009년 10월 3일에 꺾었다. 시즌 도중 페랭 감독이 경질되자, 크리스토프 갈티에르 신임 감독은 주장 완장을 로이크 페랭에게 다시 돌려주었다. 2010년 5월 18일, 마투이디는 0-1로 진 툴루즈와의 경기에서 팀 동료 디미트리 파예트와의 물리적 충돌이 있었다. 전반전 중간에 파예는 팀 동료 요안 베날루안로부터 공격 성향의 부족에 대해 비난하였다. 그는 이후 그는 베날루안의 정서가 반복되게 느껴지자 마투이디와 싸움을 벌였다. 마투이디와 파예는 머리를 맞대었고 후자의 선수는 마투이디의 머리를 가격하다가 브루노 쿠에 주심과 팀 동료로부터 둘 간의 사이를 갈라놓았다. 이 사태의 결과로, 파예는 31분에 교체되어 나갔고, 롤랑 로메유 클럽 회장에 의해 징계가 내려졌다. 2010년 10월 6일, 마투이디와 파예가 모두 프랑스 국가대표팀에 차출된 후, 마투이디는 이 싸움을 두 선수에게 모두 "성숙함의 부족"이라고 묘사하였고, 파예는 이 사태에 대해 "무의미한 논쟁"이라 하며 "이미 설명이 끝나고 이제는 잊혀진 사건."이라고 묘사하였다.

### 파리 생제르맹
2011년 7월 25일, 프랑스 클럽 파리 생제르맹은 마투이디가 클럽과 3년 계약을 맺었으며 현역에서 은퇴하는 클로드 마켈렐레를 대체하게 될 것이라고 발표하였다. 이적료는 비공개 처리되었으나, 약 €7.5M대에 책정되었으며 향후 인센티브가 추가될 수 있다고 보고되었다. 마투이디는 동료 신입생이자 국가대표팀 동료 제레미 메네즈와 함께 언론에 같은 날 소개되었고, 등번호 14번이 배정되었다. 그는 0-1로 패한 뉴욕 레드불스와의 에미리츠컵에서 PSG 데뷔전을 치르었다. 2011년 8월 6일, 마투이디는 0-1로 패한 로리앙과의 리그 개막전에서 파리 생제르맹 공식경기에 처음 출전하였다. 2014년 2월 26일, 마투이디는 클럽과 4년 연장 계약을 체결하였다.

### 유벤투스
2017년 8월 18일 유벤투스로 이적했다. 계약 기간은 3년 이적료는 2000만 유로와 경기 출장 횟수에 따른 보너스 1050만유로이다.
2020년 2월 14일 유벤투스와 1년 계약 연장하였다.
2020년 8월 12일 유벤투스와 계약을 해지하였다.

### 인터 마이애미
2020년 8월 13일 인터 마이애미에 입단하였다.

### 은퇴
2022년 12월 23일, 마튀디는 선수 경력 은퇴를 발표했다.

## 국가대표팀 경력
마투이디는 전 프랑스 청소년 국가대표 일원으로, U-19 국가대표팀과 U-21 국가대표팀 일원이었다. 그는 크레텔과 트루아의 청소년 국가대표팀 시절 별로 두각을 나타내지 못하였다; 그러나, 2006-07 시즌에 후자의 클럽에서 자신의 자리를 확고이 하면서, 기 페리에 감독에 의해 U-19 국가대표팀에 차출되었다. 마투이디는 2005년 10월 5일, 4-0으로 이긴 노르웨이와의 경기에서 청소년 국제경기에 처음 출전하였다. 그는 이후 2006년 UEFA U-19 축구 선수권 대회의 예선전에 출전하였다. 프랑스는 대회 본선 진출에 실패하였고, 마투이디는 예선전을 치르면서 9경기 출장 무득점을 기록하였다.
마투이디는 르네 지라르 감독에 의해 벨기에와의 2006년 UEFA U-21 축구 선수권 대회를 위해 U-21 국가대표팀에 차출되었고, 하프 타임에 지미 브리앙과 교체되어 출전하였다. 그는 2007년 UEFA U-21 축구 선수권의 예선전을 위해 차출되어 충격패를 당한 이스라엘과의 두 예선 플레이오프 경기에 출전하여다. 마투이디는 나이가 차지 않아 대회 탈락 후에도 2007년, 4-0으로 이긴 스웨덴과의 경기에 출전한 많은 유망주 선수들 중 하나였다. 마투이디는 2009년 UEFA U-21 축구 선수권 대회의 예선전을 포함하여 다음 10경기에 출전하였다. 2007년의 마지막 경기를 결장한 후, 그는 스페인과의 2008년 첫경기에 출전하였다. 마투이디는 잔여 예선 일정동안 팀에 만났다. 그의 U-21팀 경력은 독일과의 2009년 UEFA U-21 유럽 축구 선수권 본선행을 놓고 벌인 2차전 경기에서 패하며 끝났다.
2년 가까이 국제경기에 나가지 못한 그는, 2010년 8월 5일, 로랑 블랑 신임 감독에 의해 2010년 8월 11일에 열리는 노르웨이와의 친선경기를 위해 성인 국가대표팀에 처음 차출되었다. 그는 이 경기에 출전하지 못하였으나, 다음 달에 벨라루스와 보스니아 헤르체고비나와의 UEFA 유로 2012 예선전을 위해 부상자 대체자원으로 차울되었다. 마투이디는 2-0으로 이긴 보스니아 헤르체고비나전에서 교체 출전하며 국제경기 신고식을 치르었다. 2011년 3월 29일, 그는 0-0으로 비긴 크로아티아전에서 처음으로 선발 출전하였다.
2014년 3월 5일, 그는 네덜란드와의 친선경기에서 시저스 킥으로 자신의 첫 국제경기 득점을 기록하였고, 팀은 2-0 완승을 거두었다.
2023년 3월 24일, 마튀디는 라파엘 바란, 위고 요리스, 스테브 망당다와 함께 스타드 드 프랑스에서 있었던 프랑스와 네덜란드의 UEFA 유로 2024 예선 B조 1차전에 초대되었다. 2018년 FIFA 월드컵의 우승자들이자 국가대표팀에서 은퇴한 이들은 경기 전 8만 명의 관중들 앞에서 환대를 받았다.

## 수상

### 클럽
파리 생제르맹
- 리그 1 (4): 2012–13, 2013–14, 2014–15, 2015–16
- 쿠프 드 프랑스 (3): 2014–15, 2015–16, 2016–17
- 쿠프 드 라 리그 (4): 2013–14, 2014–15, 2015–16, 2016–17
- 트로페 데 샹피옹 (5): 2013, 2014, 2015, 2016, 2017

### 개인
- 리그 1 올해의 팀: 2012–13, 2015–16
- 프랑스 올해의 선수: 2015

## 통계

### 클럽
2017년 8월 13일 기준
| 클럽          | 시즌      | 리그      | 리그 | 리그 | 컵   | 컵 | 리그 컵 | 리그 컵 | 유럽 | 유럽 | 기타 | 기타 | 합계 | 합계 |
| 클럽          | 시즌      | 리그      | 출장 | 골   | 출장 | 골 | 출장    | 골      | 출장 | 골   | 출장 | 골   | 출장 | 골   |
| ------------- | --------- | --------- | ---- | ---- | ---- | -- | ------- | ------- | ---- | ---- | ---- | ---- | ---- | ---- |
| 트루아        | 2004–05   | 리그 2    | 2    | 0    | 1    | 0  | 0       | 0       | —    | —    | —    | —    | 3    | 0    |
| 트루아        | 2005–06   | 리그 1    | 31   | 1    | 0    | 0  | 0       | 0       | —    | —    | —    | —    | 31   | 1    |
| 트루아        | 2006–07   | 리그 1    | 34   | 3    | 0    | 0  | 1       | 0       | —    | —    | —    | —    | 35   | 3    |
| 트루아        | 합계      | 합계      | 67   | 4    | 1    | 0  | 1       | 0       | 0    | 0    | 0    | 0    | 69   | 4    |
| 생테티엔      | 2007–08   | 리그 1    | 35   | 0    | 1    | 0  | 1       | 0       | —    | —    | —    | —    | 37   | 0    |
| 생테티엔      | 2008–09   | 리그 1    | 27   | 2    | 2    | 0  | 1       | 0       | 9    | 0    | —    | —    | 39   | 2    |
| 생테티엔      | 2009–10   | 리그 1    | 36   | 1    | 3    | 0  | 2       | 0       | —    | —    | —    | —    | 41   | 1    |
| 생테티엔      | 2010–11   | 리그 1    | 34   | 0    | 1    | 0  | 2       | 0       | —    | —    | —    | —    | 37   | 0    |
| 생테티엔      | 합계      | 합계      | 132  | 3    | 7    | 0  | 6       | 0       | 9    | 0    | 0    | 0    | 154  | 3    |
| 파리 생제르맹 | 2011–12   | 리그 1    | 29   | 1    | 2    | 0  | 0       | 0       | 4    | 0    | —    | —    | 35   | 1    |
| 파리 생제르맹 | 2012–13   | 리그 1    | 37   | 5    | 4    | 1  | 2       | 0       | 9    | 2    | —    | —    | 52   | 8    |
| 파리 생제르맹 | 2013–14   | 리그 1    | 36   | 5    | 2    | 0  | 4       | 1       | 9    | 1    | 1    | 0    | 52   | 7    |
| 파리 생제르맹 | 2014–15   | 리그 1    | 34   | 4    | 5    | 0  | 4       | 0       | 10   | 1    | 0    | 0    | 53   | 5    |
| 파리 생제르맹 | 2015–16   | 리그 1    | 31   | 4    | 5    | 1  | 2       | 0       | 9    | 0    | 1    | 0    | 48   | 5    |
| 파리 생제르맹 | 2016–17   | 리그 1    | 34   | 4    | 6    | 1  | 4       | 0       | 8    | 2    | 0    | 0    | 52   | 7    |
| 파리 생제르맹 | 2017–18   | 리그 1    | 2    | 0    | 0    | 0  | 0       | 0       | 0    | 0    | 1    | 0    | 3    | 0    |
| 파리 생제르맹 | 합계      | 합계      | 203  | 23   | 24   | 3  | 16      | 1       | 49   | 6    | 3    | 0    | 295  | 33   |
| 경력 합계     | 경력 합계 | 경력 합계 | 402  | 30   | 32   | 3  | 23      | 1       | 58   | 6    | 3    | 0    | 518  | 40   |

### 국가대표팀
2017년 6월 9일 기준
| 국가대표팀 | 년도 | 출장 | 골 |
| ---------- | ---- | ---- | -- |
| 프랑스     | 2010 | 1    | 0  |
| 프랑스     | 2011 | 3    | 0  |
| 프랑스     | 2012 | 5    | 0  |
| 프랑스     | 2013 | 10   | 0  |
| 프랑스     | 2014 | 13   | 4  |
| 프랑스     | 2015 | 9    | 2  |
| 프랑스     | 2016 | 14   | 2  |
| 프랑스     | 2017 | 3    | 0  |
| 합계       | 합계 | 58   | 8  |

### 국가대표팀 득점 기록
| # | 날짜            | 경기장                                     | 출장 횟수 | 상대     | 점수 | 최종결과 | 대회               |
| - | --------------- | ------------------------------------------ | --------- | -------- | ---- | -------- | ------------------ |
| 1 | 2014년 3월 5일  | 스타드 드 프랑스, 생드니, 프랑스           | 20        | 네덜란드 | 2–0  | 2–0      | 친선경기           |
| 2 | 2014년 6월 8일  | 스타드 피에르 모루아, 빌뇌브다스크, 프랑스 | 23        | 자메이카 | 2–0  | 8–0      | 친선경기           |
| 3 | 2014년 6월 8일  | 스타드 피에르 모루아, 빌뇌브다스크, 프랑스 | 23        | 자메이카 | 6–0  | 8–0      | 친선경기           |
| 4 | 2014년 6월 20일 | 아레나 폰치 노바, 사우바도르, 브라질       | 25        | 스위스   | 2–0  | 5–2      | 2014년 FIFA 월드컵 |
| 5 | 2015년 9월 7일  | 누보 스타드 드 보르도, 보르도, 프랑스      | 37        | 세르비아 | 1–0  | 2–1      | 친선경기           |
| 6 | 2015년 9월 7일  | 누보 스타드 드 보르도, 보르도, 프랑스      | 37        | 세르비아 | 2–0  | 2–1      | 친선경기           |
| 7 | 2016년 3월 25일 | 암스테르담 아레나, 암스테르담, 네덜란드    | 42        | 네덜란드 | 3–2  | 3–2      | 친선경기           |
| 8 | 2016년 5월 30일 | 스타드 드 라 보주아르, 낭트, 프랑스        | 43        | 카메룬   | 1–0  | 3–2      | 친선경기           |

## 참고
1. ↑  쿠프 드 프랑스 포함
2. ↑  쿠프 드 라 리그 포함
3. ↑  UEFA 슈퍼컵, FIFA 클럽 월드컵 포함
4. ↑  트로페 데 샹피옹 포함